# Aulnay (Charente Marítimo)
Aulnay (denominado localmente Aulnay-de-Saintogne) es una comuna francesa, situada en el departamento de Charente Marítimo, en la región de Poitou-Charentes. Su nombre oficial (INSEE) es Aulnay.
Su iglesia de San Pedro forma parte del lugar Patrimonio de la Humanidad llamado «Caminos de Santiago de Compostela en Francia» (Código 868-068).

## Demografía
| 1580            | 1481 | 1509 | 1503 | 1462 | 1507 |
| (Fuente: INSEE) |      |      |      |      |      |